# Prijedor

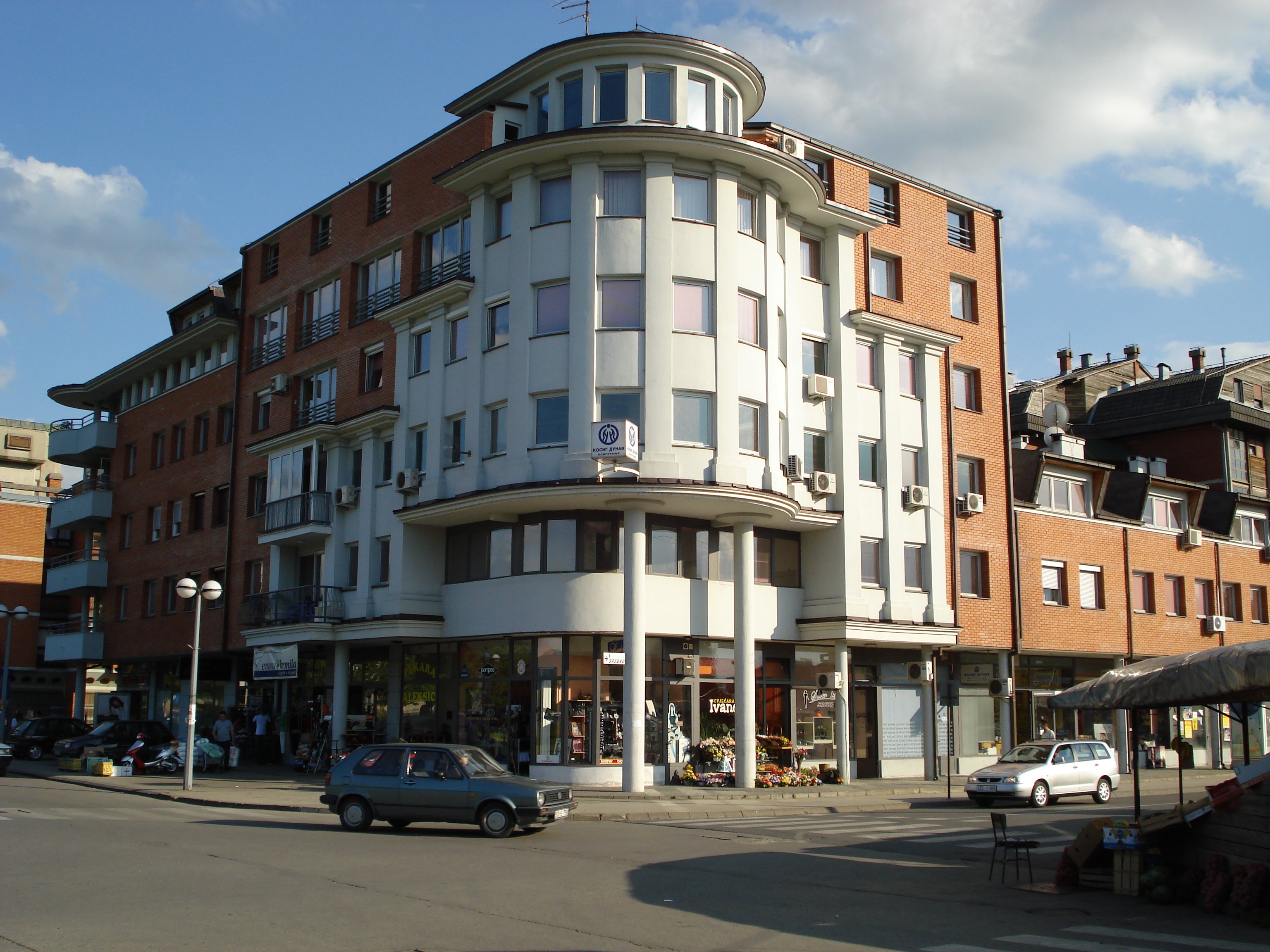
Prijedor

Prijedor (cyr. Приједор) – miasto w Bośni i Hercegowinie, w Republice Serbskiej, siedziba miasta Prijedor. Jest położone nad rzeką Saną, na północny zachód od Banja Luki. W 2013 roku liczyło 27 970 mieszkańców.
W mieście rozwinął się przemysł spożywczy, drzewny oraz odzieżowy.

## Miasta partnerskie
- Manisa, Turcja
- Pančevo, Serbia
- Kikinda, Serbia
- Neapolis, Grecja
- Gmina Sund, Norwegia
- Trydent, Włochy
- Bovec, Słowenia
- Novo mesto, Słowenia
- Demir Hisar, Macedonia Północna